# Landiolol
Landiolol (łac. landiololum) –  wielofunkcyjny organiczny związek chemiczny, ultrakrótkodziałający lek β-adrenolityczny, stosowany w zapobieganiu zaburzeń rytmu serca podczas zabiegów chirurgicznych oraz kontroli rytmu serca.

## Mechanizm działania
Landiolol kompetencyjnie blokuje receptor adrenergiczny β1, nie wpływając na aktywność układ współczulnego. Jest szybko hydrolizowany przez karboksyloesterazę w wątrobie oraz butyrylocholinoesterazę w osoczu.

## Zastosowanie
- śródoperacyjne oraz pooperacyjne tachyarytmie[5]
- migotanie przedsionków[6]
- trzepotanie przedsionków[6]
- tachykardia[6]

W Polsce dostępny jest pod nazwą Runrapiq.

## Działania niepożądane
Podstawowymi działaniami ubocznymi landiololu są bradykardia oraz hipotensja. Ze względu na krótki okres jego półtrwania oraz sytuacje kliniczne podczas których jest on stosowany są one stosunkowo proste to kontrolowania poprzez czasową elektrostymulację serca lub też wlewem katecholamin. 